# Metaleptina
Metaleptina is een geslacht van vlinders van de familie visstaartjes (Nolidae).

## Soorten
- M. albibasis Holland, 1893
- M. albicostata Berio, 1964
- M. albilinea Hampson, 1912
- M. andriavolo Viette, 1976
- M. coronata Berio, 1964
- M. diagrapha Hacker & Saldaitis, 2011
- M. digramma (Hampson, 1905)
- M. dileuca Hampson, 1912
- M. geminastra (Hampson, 1905)
- M. microcyma (Hampson, 1905)
- M. nigribasis Holland, 1893
- M. obliterata Holland, 1893
- M. sarice Viette, 1981
- M. serrulilinea Bryk, 1913
- M. simplex Berio, 1964
- M. subnigra Berio, 1964